# Tolmerus diagonalis
Tolmerus diagonalis là một loài ruồi trong họ Asilidae. Tolmerus diagonalis được Pandellé miêu tả năm 1905.